# Ахтар, Наим
Наим Ахтар (англ. Naeem Akhtar, 8 июня 1961, Абботтабад, Пакистан) — пакистанский хоккеист (хоккей на траве), полузащитник. Олимпийский чемпион 1984 года.

## Биография
Наим Ахтар родился 8 июня 1961 года в пакистанском городе Абботтабад.
Играл в хоккей на траве за ПИА из Карачи.
В 1984 году вошёл в состав сборной Пакистана по хоккею на траве на летних Олимпийских играх в Лос-Анджелесе и завоевал золотую медаль. Играл на позиции полузащитника, провёл 5 матчей, мячей не забивал.
В 1988 году вошёл в состав сборной Пакистана по хоккею на траве на летних Олимпийских играх в Сеуле, занявшей 5-е место. Играл на позиции полузащитника, провёл 5 матчей, мячей не забивал.
В 1982—1988 годах провёл за сборную Пакистана 113 матчей, забил 2 мяча.

## Семья
Дядя Наима Ахтара Фазалур Рехман (род. 1941) также играл за сборную Пакистана по хоккею на траве, в 1972 году стал серебряным призёром летних Олимпийских игр в Мюнхене.